# Karen Lozano
Karen Lozano (Monterrey, Nuevo León) es una ingeniera e investigadora mexicana graduada en Ingeniería Mecánica por la Universidad de Monterrey en 1993. Se especializa en nanotecnología, particularmente en nanofibras. En 2015 fue nombrada Ingeniera del Año por Great Minds in STEM, convirtiéndola en la tercera mujer en obtener esta distinción en 27 años. Posee más de 45 patentes y aplicaciones de patente. En 2019 recibió el Premio Presidencial a la Excelencia en Mentoría en Ciencias, Matemáticas e Ingeniería, por parte del presidente Donald J. Trump.

## Carrera
En 1996 obtuvo una maestría en Ciencias por la Rice University in Houston (Texas) y en 1999 su doctorado en la misma universidad. Es directora y fundadora del Centro de Excelencia en Nanotecnología de la Universidad de Texas Rio Grande Valley (UTRGV), en donde se desempeña como docente en Ingeniería Mecánica.  Es cofundadora y jefa de tecnología en FibeRio Technologies Corporation una compañía con base en Rio Grande Valley que se enfoca en la producción industrial de nanofibras.

## Premios y reconocimientos
En 2013 recibió el Premio de los Regentes a la Enseñanza Sobresaliente otorgado por el Consejo de Regentes de la Universidad de Texas.
En 2016 fue nombrada parte del Consejo Editorial para las Revistas en Ciencia de Materiales e Investigación. Ha sido reconocida por Latinas de Influencia, recibió el Premio a la Investigación Sobresaliente por la Asociación Americana de Hispanos en Educación Superior. En 2016 fue incluida en el reporte de la Casa Blanca de emprendedores internacionales, en el cual fue reconocida como una emprendedora inmigrante que ha realizado contribuciones excepcionales a la economía de los Estados Unidos. En 2018 recibió el premio Mexicanos Distinguidos, otorgado por el gobierno mexicano y el Instituto de Mexicanos en el Extranjero.